# JVC
Victor Company Japan normalt benævnt JVC er et japansk firma grundlagt i 1927, som producerer elektroniske produkter (fjernsyn, musikanlæg, kameraer, lydudstyr til biler m.v.) til forbrugere og professionelle. Firmaet er bedst kendt for at være det første japanske firma, der fremstillede fjernsyn og som virksomheden, der udviklede VHS- og Digital-S-videosystemet.
Firmaet har hovedkontor i Yokohama.
- JVC HD-3300U,
1. VHS-maskine
- JVC BP - 500EG,
VHS-maskine
- JVC HR-S5960E,
S-VHS-maskine
- JVC GR-DX57EK, Camcorder
- JVC A-X7, Integrated Amplifier 1980[1]
- JVC QL-Y5F